# Горкун, Валентин Николаевич
Валентин Николаевич Горкун (род. 19 июля 1982, Бырловка, Черкасская область) — украинский футболист, нападающий.

## Игровая карьера
Воспитанник СДЮШ № 1 (Черкассы). Первый тренер — Блуд О. М. В команде ФК «Черкассы» играл с 1999 года. В 2003 году перешёл в одесский «Черноморец», где 9 марта в матче против «Волыни» (2:0) дебютировал в высшей лиге чемпионата Украины. Не став игроком основного состава «моряков», Горкун перешёл в «Металлист», а затем в «Кривбасс». В обоих клубах играл в основном в турнире дублёров. С 2006 года играл лишь в командах первой и второй лиг чемпионата Украины.
В 2009 году сыграл 13 матчей за казахстанский «Кайсар».
В 2013 году усилил любительский клуб Черкасской области «Колос» (Ольшана).

## Достижения
«Черкассы»
- Бронзовый призёр первой лиги чемпионата Украины (1): 1999/2000

«Металлист» Харьков
- Серебряный призёр первой лиги чемпионата Украины (1): 2003/04

«Металлист-д» Харьков
- Бронзовый призёр турнира дублёров (1): 2004/05

«Звезда» Кировоград
- Победитель второй лиги чемпионата Украины (1): 2008/09